# Palomar Planet Crossing Asteroid Survey
El Palomar Planet Crossing Asteroid Survey (PCAS) es un programa de investigación iniciado por Eleanor F. Helin y Eugene M. Shoemaker en 1973.
El programa fue responsable del descubrimiento de varios miles de asteroides, de todo tipo, entre ellos 95 asteroides cercanos a la Tierra (NEA por sus siglas en inglés), más de 200 objetos con alta inclinación y otros con órbitas raras o únicas. 

El programa también ha descubierto 17 cometas.
El PCAS ha trabajado durante 25 años, hasta 1995, su sucesor fue el programa Near Earth Asteroid Tracking (NEAT).
El Centro de Planetas Menores atribuye directamente al programa el descubrimiento de 20 asteroides, con el acrónimo PCAS.

## Descubrimientos notables
El primer NEA descubierto por el PACS fue el (5496) 1973 NA, una asteroide tipo Apolo con una inclinación orbital de 68 grados, aún la más alta entre los NEAs conocidos. En 1976 se descubrió (2062) Atón, el primero de una nueva clase de asteroides llamados asteroides Atón con pequeñas órbitas que nunca están lejos de la órbita de la Tierra. Como resultado, tienen una particularmente alta probabilidad de chocar con la Tierra. En 1979, se encontraron con un asteroide, (4015) 1979 VA, que posteriormente fue identificado con el cometa (4015) Wilson-Harrington. Fue la primera confirmación de que un cometa puede evolucionar hacia un asteroide después de que se haya desgasificado.

## Descubrimientos
| Asteroides descubiertos: 20 | Asteroides descubiertos: 20 |
| --------------------------- | --------------------------- |
| (7029) 1993 XT2             | 14 de diciembre de 1993     |
| (9072) 1993 RX3             | 12 de septiembre de 1993    |
| (9078) 1994 PB2             | 9 de agosto de 1994         |
| (10363) 1994 UP11           | 31 de octubre de 1994       |
| (10564) 1993 XQ2            | 14 de diciembre de 1993     |
| (13594) 1994 PC2            | 9 de agosto de 1994         |
| (14476) 1993 XW2            | 14 de diciembre de 1993     |
| (14912) 1993 RP3            | 12 de septiembre de 1993    |
| (15344) 1994 PA2            | 9 de agosto de 1994         |
| (18435) 1994 GW10           | 14 de abril de 1994         |
| (18436) 1994 GY10           | 14 de abril de 1994         |
| (24781) 1993 RU3            | 12 de septiembre de 1993    |
| (24797) 1994 PD2            | 9 de agosto de 1994         |
| (24798) 1994 PF2            | 9 de agosto de 1994         |
| (26868) 1993 RS3            | 12 de septiembre de 1993    |
| (37671) 1994 UY11           | 31 de octubre de 1994       |
| (39620) 1994 PE2            | 9 de agosto de 1994         |
| (46623) 1994 GV10           | 14 de abril de 1994         |
| (52418) 1994 GX10           | 14 de abril de 1994         |
| (120503) 1993 RW3           | 12 de septiembre de 1993    |

## Publicaciones
- Helin, E.F.; Shoemaker, E.M. (diciembre de 1979). «The Palomar planet-crossing asteroid survey, 1973–1978». Icarus 40 (3): 321-328. Bibcode:1979Icar...40..321H. doi:10.1016/0019-1035(79)90021-6. (en inglés)
- Helin, E. F. (1991). «Palomar Planet-Crossing Asteroid Survey (PCAS): Recent discovery rate». Asteroids, Comets, Meteors: 235-236. Bibcode:1992acm..proc..235H.(en inglés)